# Jósuke Kašiwagi
Jósuke Kašiwagi (* 15. prosince 1987) je japonský fotbalista.

## Reprezentační kariéra
Jósuke Kašiwagi odehrál 11 reprezentačních utkání. S japonskou reprezentací se zúčastnil Mistrovství Asie ve fotbale 2011.

## Statistiky
| Japonsko | Japonsko | Japonsko |
| Roky     | Záp.     | Góly     |
| -------- | -------- | -------- |
| 2010     | 1        | 0        |
| 2011     | 2        | 0        |
| 2012     | 1        | 0        |
| 2013     | 0        | 0        |
| 2014     | 0        | 0        |
| 2015     | 3        | 0        |
| 2016     | 4        | 0        |
| Celkem   | 11       | 0        |